# Тодор Тонев
Тодор Тонев е български инженер.

## Биография
Роден е през 1868 г. Автор на Русенския павилион на Първото търговско промишлено изложение в Пловдив през 1892 г. През 1913 г. проектира вторият етаж на Първото българско кредитно акционерно дружество „Гирдап“ в Русе, като ъгъла на сградата е подчертан с кръгъл часовник, станал емблема на центъра на града. Автор е на първия градоустройствен план на Русе от 1899 г. Умира през 1944 г.
Негов син е инженер Стефан Тонев (1901 – 1983).
Семейният архив на Тодор и Стефан Тоневи се намира във фонд 355К в Държавен архив – Русе. Той се състои от 14 архивни единици от периода 1884 – 1944 г.